# 片岡平八郎
片岡 平八郎（かたおか へいはちろう、前名・郁三、1886年〈明治19年〉10月 - 没年不明）は、日本の政治家（兵庫県会議員、兵庫県城崎郡城崎町長）、旅館業者、銀行家。弟に終戦時の第一師団長を務めた片岡董中将が居る。

## 人物
兵庫県出身。先代・平八郎の二男。1921年（大正10年）、家督を相続、前名・郁三を改め襲名した。豊岡中学校（現・兵庫県立豊岡高等学校）を卒業した。「三木屋」と称し、温泉旅館業を営み、傍ら銀行重役であった。但馬貯蓄銀行取締役、三共銀行監査役などをつとめた。
1894年（明治27年）2月から1896年（明治29年）10月、同年12月から1899年（明治32年）7月、同年9月から1903年（明治36年）9月、1937年（昭和12年）3月から1939年（昭和14年）9月まで城崎郡選出の兵庫県会議員を務めた。また、1901年（明治34年）5月4日から同年9月31日、1905年（明治38年）3月3日から1917年（大正6年）7月22日まで城崎町長を務めた。
宗教は真宗。住所は兵庫県城崎郡城崎町湯島。

## 家族・親族
片岡家
- 父・平八郎[1]
- 妻・千鶴（1891年 - ?、兵庫、瀧田清兵衛の妹）[1]
- 男・眞一（1911年 - ?）[1]
- 男、男、四男、五男、六男[1]
- 娘[1]